# عین زرقاء (استان تبسه)
عین زرقاء (استان تبسه) (به عربی: عین الزرقاء) یک شهرداری در الجزایر است که در استان تبسه واقع شده‌است.